# 瑞良 (缅甸)
瑞良，是缅甸掸邦東枝縣东枝镇区下辖的一个镇。距东枝约12英里，距良瑞约7英里，距黑河约10英里，距劳索约38英里。瑞良靠近茵莱湖，是大多数游客的必去之地。 人口主要为掸族、缅族和勃欧族。
这里虽属山地，但地势平坦，有谷地，气候良好。